# Lista de mesorregiões e microrregiões do Acre

Mapa do Acre mostrando seus municípios agrupados em microrregiões, que por sua vez estão agrupadas em mesorregiões.

Esta é a lista de mesorregiões e microrregiões do Acre, estado brasileiro da Região Norte do país. O estado do Acre foi dividido geograficamente pelo IBGE em duas mesorregiões, que por sua vez abrangiam cinco microrregiões, segundo o quadro vigente entre 1989 e 2017.
Em 2017, o IBGE extinguiu as mesorregiões e microrregiões, criando um novo quadro regional brasileiro, com novas divisões geográficas denominadas, respectivamente, regiões geográficas intermediárias e imediatas.

## Mesorregiões do Acre
| Mesorregião   | Código | Número de municípios | Localização | Microrregiões   | Código |
| ------------- | ------ | -------------------- | ----------- | --------------- | ------ |
| Vale do Juruá | 01     | 5                    |             | Cruzeiro do Sul | 001    |
| Vale do Juruá | 01     | 5                    | Tarauacá    | 002             |        |
| Vale do Acre  | 02     | 11                   |             | Sena Madureira  | 003    |
| Vale do Acre  | 02     | 11                   | Rio Branco  | 004             |        |
| Vale do Acre  | 02     | 11                   | Brasiléia   | 005             |        |

## Microrregiões do Acre divididas por mesorregiões

### Mesorregião do Vale do Juruá
| Microrregião    | Código | Localização          | Municípios      |
| --------------- | ------ | -------------------- | --------------- |
| Cruzeiro do Sul | 001    |                      | Cruzeiro do Sul |
| Cruzeiro do Sul | 001    | Mâncio Lima          |                 |
| Cruzeiro do Sul | 001    | Marechal Thaumaturgo |                 |
| Cruzeiro do Sul | 001    | Porto Walter         |                 |
| Cruzeiro do Sul | 001    | Rodrigues Alves      |                 |
| Tarauacá        | 002    |                      | Feijó           |
| Tarauacá        | 002    | Jordão               |                 |
| Tarauacá        | 002    | Tarauacá             |                 |

### Mesorregião do Vale do Acre
| Microrregião   | Código | Localização         | Municípios    |
| -------------- | ------ | ------------------- | ------------- |
| Sena Madureira | 003    |                     | Manoel Urbano |
| Sena Madureira | 003    | Santa Rosa do Purus |               |
| Sena Madureira | 003    | Sena Madureira      |               |
| Rio Branco     | 004    |                     | Acrelândia    |
| Rio Branco     | 004    | Bujari              |               |
| Rio Branco     | 004    | Capixaba            |               |
| Rio Branco     | 004    | Plácido de Castro   |               |
| Rio Branco     | 004    | Porto Acre          |               |
| Rio Branco     | 004    | Rio Branco          |               |
| Rio Branco     | 004    | Senador Guiomard    |               |
| Brasiléia      | 005    |                     | Assis Brasil  |
| Brasiléia      | 005    | Brasiléia           |               |
| Brasiléia      | 005    | Epitaciolândia      |               |
| Brasiléia      | 005    | Xapuri              |               |